# Chiantla
Chiantla – miasto w zachodniej Gwatemali, w departamencie Huehuetenango, 7,5 km na północ od stolicy departamentu miasta Huehuetenango. Miasto leży w kotlinie, w górach Sierra Madre de Chiapas. Według danych szacunkowych w 2012 roku liczba ludności miasta wyniosła 10 500 mieszkańców.
W mieście funkcjonuje klub piłkarski Deportivo Chiantla.

## Gmina Chiantla
Jest siedzibą władz gminy o tej samej nazwie, która w 2012 roku liczyła 93 092 mieszkańców. Gmina jak na warunki Gwatemali jest średniej wielkości, a jej powierzchnia obejmuje 536 km².